# 四十年战争
四十年战争（1385年-1424年；又名阿瓦-勃固战争或孟人-缅甸人战争）是说缅甸语的阿瓦王国与说孟语的罕礁瓦底勃固王国之间发生的一场军事冲突。这场战争在两段分开的时期中进行：1385年到1391年和1404年到1424年。1391年-1404年和1406年-1407年的两份休战协定曾中断了这场战争。这场战争主要是在今天的下缅甸进行的，但是战争也在上缅甸、掸邦及若开邦进行过。这场战争以僵持状态结束，罕礁瓦底维持住了独立，并有效地终结了阿瓦重建往日的蒲甘帝国的努力。

## 概述

### 前半部分
在第一阶段，在勃固的王朝继承斗争期间，阿瓦的苏瓦绍盖（普剌浪或卜剌浪或斯伐修寄）入侵了这个王国，从而开始了战争行动。这场战争是在1384年到1386年间的某个时间开始的。勃固年轻的新国王亚扎底律在能干的将领勒宫恩（Lagun Ein）和埃蒙德亚（Emuntaya）的援助下，击败了阿瓦的多路入侵。在1391年，阿瓦不得不接受了一份休战协定。这份协定持续到了1404年。

### 后半部分
战争的后半部分是勃固开启的。趁着阿瓦的王朝继承危机，亚扎底律在1404年带着一支大型船队以全力入侵了上缅甸。阿瓦人进行了有效的防御，并且亚扎底律和阿瓦的明康一世（那罗塔或明恭）在1406年达成了另一份休战协定。阿瓦迅速地继续进行无节制的狂热扩张行为，就在1406年便吞并了北部的掸族各邦中的格礼（戛里）和莫宁，以及西部的阿腊干。勃固无法允许阿瓦变得太强大，因此又重新开始了战争。在1407年，勃固军将阿瓦部队逐出了阿腊干。勃固还与掸族邦登尼（掸语称兴威，中国旧称为木邦）建立了同盟，而登尼也想制止阿瓦的野心。
在1407年与1413年之间，阿瓦被迫多路作战：北有登尼，南有勃固，西有勃固控制的阿腊干。然而，到了1413年，王储明耶觉苏瓦（弥利憍苴）领导的阿瓦军开始占到了上风。明耶觉苏瓦在1413年击败了登尼及其明国盟友。他在1414年以全力入侵罕礁瓦底国土，并在1415年征服了伊洛瓦底三角洲，迫使亚扎底律逃离勃固，前往马达班。但是在1417年3月，明耶觉苏瓦阵亡了。

### 结局
明耶觉苏瓦死后，双方对战争的热情都消失了。双方仅仅不认真地再打了两次战役（1417年-1418年与1423年-1424年）。在1421年-1422年，两位充满仇恨的对手明康一世和亚扎底律死了。战争的最后一场战役始于1423年11月。当时阿瓦的新国王底哈都（新加斯或梯诃都）在罕礁瓦底的继承斗争期间入侵了罕礁瓦底国土。勃固的王储彬尼亚仰一世（频耶兰）将他的妹妹信绍布（信修浮）交给了底哈都，从而与阿瓦媾和。阿瓦军队在1424年早期撤离，结束了这场长达四十年的战争。